# Fritz (xadrez)
Fritz é um programa de computador que joga xadrez desenvolvido pelos programadores germânicos Frans Morsch e Mathias Feist na década de 1980. Posteriormente foram desenvolvidos, com o apoio da empresa ChessBase, a versão para multi-processadores, denominada Deep Fritz, e uma outra, dotada de avançada interface 3D que atende a comandos de voz, denominada X3D Fritz.

## Histórico de versões
| Versão              | Ano de lançamento | Plataformas           | Novas características |
| ------------------- | ----------------- | --------------------- | --- |
| Fritz Deluxe        | 1992              | DOS                   | |
| Fritz 2             | 1993(?)           | DOS                   | |
| Fritz 2.51          | 1994(?)           | DOS                   | |
| Fritz 3.06          | 1995              | DOS                   | |
| Fritz 3.11          | 1996(?)           | Windows (Fritz 4 GUI) | Duas chaves de instalação/desinstalação, para evitar múltiplas instalações em computadores diferentes. |
| Fritz 4.01          | 1996(?)           | Windows               | Primeira versão lançada em CD. |
| Fritz 5.16 (16 bit) | 1997              | Windows               | |
| Fritz 5.32 (32 bit) | 1998              | Windows               | |
| Fritz 6             | 2000              | Windows               | Gráficos revisados e menu melhorado. |
| Fritz 7             | 2001              | Windows               | Jogo online, listas de records, função bate-papo, visualizar outras pessoas jogando. |
| Fritz 8             | 2003              | Windows               | Tabuleiros realistas 3D virtual com zoom e inclinação, mais 500.000 jogos no banco de dados, incluindo jogos históricos entre os campeões mundiais de xadrez Bobby Fisher e Boris Spassky, Napoleão contra The Chess Automaton. |
| Fritz 9             | 2005              | Windows               | Novos adversários com inteligência artifical predefinidos, obstáculo, efeitos de som realistas para os vários tipos de peças de xadrez, vários novos tabuleiros 3D aprimorados, personalização de tabuleiro. |
| Fritz 10            | 2006              | Windows               | |
| Fritz 11            | 2007              | Windows               | |
| Fritz 12            | 2009              | Windows               | Interface redesenhada, novo motor Fritz 12, livro de aberturas por Alex Kure, 12 horas de tutoriais em vídeos com treinadores internacionais e jogadores de classe mundial, banco de dados atualizado com 1,5 milhões de jogos de 1625 a 2009. |
| Fritz 13            | 2011              | Windows               | “Let’s Check”: base de conhecimento on-line para xadrez, botão de menu do aplicativo alterado para o botão de menu arquivo. |
| Deep Fritz 13       | 2012              | Windows               | Inclui tudo que a versão de núcleo único (Fritz 13). A diferença é que a versão Deep pode usar 2 ou mais núcleos de CPU para analisar o jogo muito mais rápidamente: de acordo com o fabricante, o Deep é 60% mais rápido em uma máquina dual-core, em comparação com a versão de núcleo único. Também inclui um novo recurso chamado "the chessbase engine cloud" ("nuvem do motor chessbase"); o recurso faz uso da tecnologia nuvem e permite que os usuários usem motores que estão em execução em computadores de outras pessoas para a análises de posição, busca por jogadas ruins, partidas etc. |
| Deep Fritz 14       | 2013              | Windows               | Mudou para o motor "Pandix" de Gyula Horváth, com suporte padrão a 64 bits e multiprocessamento em 8 núcleos. |